# Bothrocophias
Bothrocophias — рід змій родини гадюкові (Viperidae). Рід містить дев'ять видів, що поширені у Південній Америці. Мешкають у підстилці у тропічних дощових лісах. Всі види роду — отруйні.

## Види
- Bothrocophias andianus (Amaral, 1923) – Болівія і Перу
- Bothrocophias campbelli (Freire-Lascano, 1991) – Еквадор
- Bothrocophias colombianus (Rendahl & Vestergren, 1940) – Колумбія
- Bothrocophias hyoprora (Amaral, 1935) – Еквадор, Колумбія, Бразилія, Перу та Болівія
- Bothrocophias lojanus (Parker, 1930) – Еквадор, Перу
- Bothrocophias microphthalmus (Cope, 1876) –  Еквадор, Перу, Болівія, Колумбія та Бразилія
- Bothrocophias myersi (Gutberlet & Campbell, 2001) – Колумбія
- Bothrocophias myrringae Angarita-Sierra, Cubides-Cubillos, & Hurtado-Gómez, 2022 – Колумбія
- Bothrocophias tulitoi Angarita-Sierra, Cubides-Cubillos, & Hurtado-Gómez, 2022 – Колумбія